# Ronov (hrad, okres Brno-venkov)
Ronov je zřícenina hradu nacházejícího se v okrese Brno-venkov v katastru obce Bílovice nad Svitavou, na ostrohu kopce nad řekou Svitavou, u prudké zatáčky lesní cesty Hrádková z Útěchova do Adamova. Jeho zbytky jsou chráněny jako kulturní památka České republiky.

## Historie

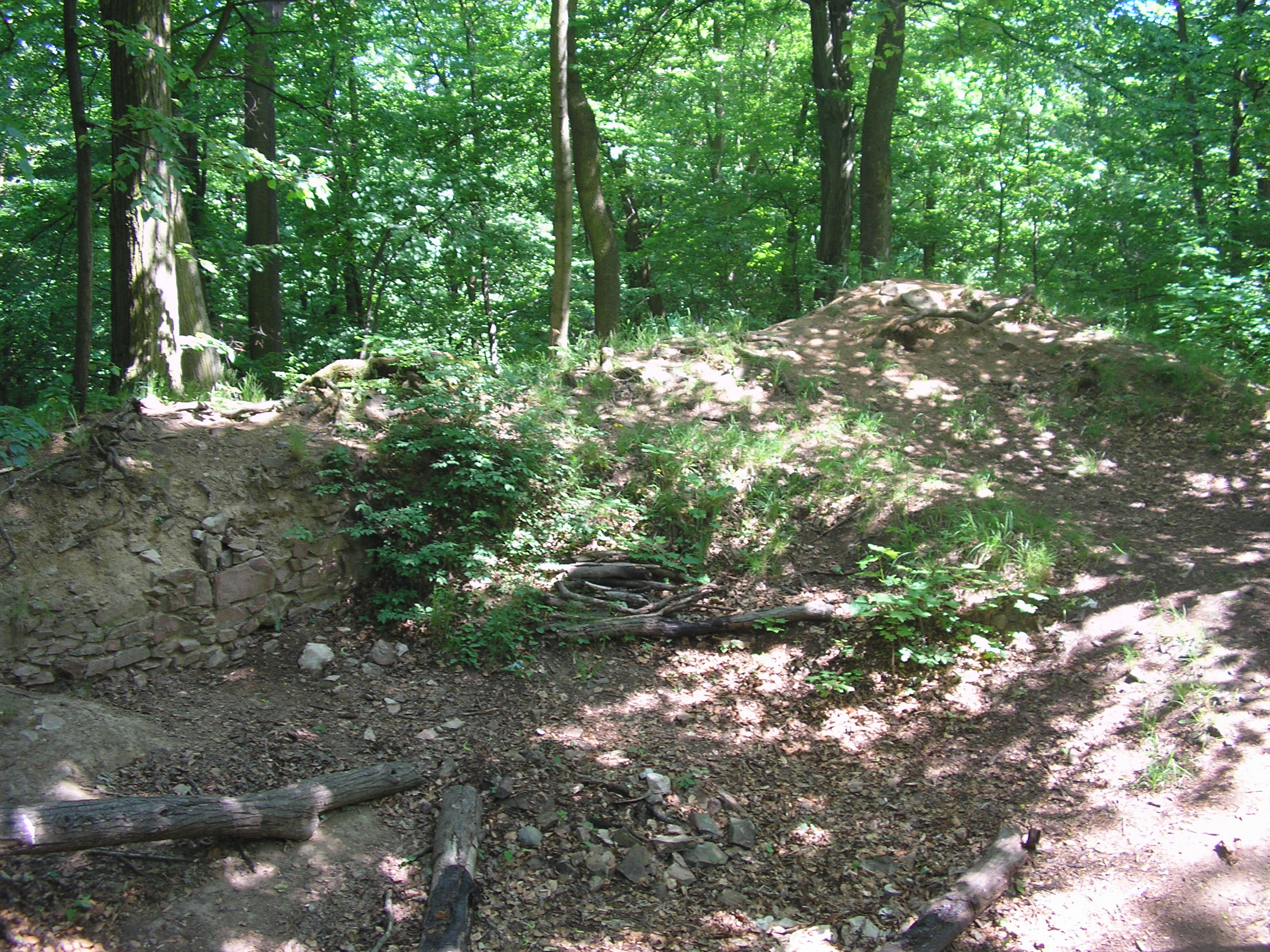
Obrys obytné budovy

První historická zmínka o hradě Ronově je z roku 1364, kdy Čeněk Krušina z Lichtenburku datuje listinu „na Ronově, našem novém hradě“. K hradu tehdy patřily vesnice Útěchov, Vranov, Brodek (později zaniklá), Kanice, Jehnice, Březina, Lhota (později zaniklá), Vítovice, Habrůvka, Babice a Obřany. Již z výčtu osad je zřejmé, že hrad byl postaven na panství, jehož centrem býval hrad Obřany, který zanikl v 1. polovině 14. století.
Čeněk Krušina z Lichtenburka se po Ronově píše roku 1369, a to i přesto, že hrad ještě nebyl dokončen. Z tohoto roku totiž pochází zpráva, kdy je dodáván stavební materiál staviteli Zdenku Okřínovi a tesaři Filipu Wagnerovi pracujícím na novém hradě Ronově. Zpráva z roku 1369 je také poslední známou připomínkou hradu a nedlouho poté, pravděpodobně za moravských markraběcích válek hrad zanikl, bezprostřední příčina není známa. Vzhledem k tomu, že Čeněk Krušina zemřel bezdětný, lze usuzovat, že zboží připadlo odúmrtí moravskému markraběti, který již vlastnil či stavěl poblíž Nový hrad, jenž se stal novým centrem panství a existence Ronova tak byla zbytečná.
Zachovány jsou zbytky základového zdiva a soustava valů opevnění.

## Popis
Hrad stával na výběžku do údolí Svitavy. Hrad nevynikal ani svojí polohou, ani opevněním. Hrad byl vymezen asi metr silnou hradbou ve tvaru pětiúhelníku. V západní části hradby se nacházela hranolová věž, ke které vedle přístupová cesta po nástupní rampě. Vlastní jádro hradu, o půdorysu obdélníka (28,5 × 10 m), se nacházelo na východě nádvoří a bylo členěno na tří části, přičemž prostřední byla výrazně delší. Pravděpodobně se jednalo o palácovou budovu nebo o palác mezi dvěma věžemi, jak můžeme vidět např. na hradech Radyně nebo Kašperk, pocházejících ze stejné doby. Na jihozápadě jádra se nacházela plošinka, snad dvorek, na který se vstupovalo druhou bránou.